# European Institute of Peace
Das European Institute of Peace (EIP) ist eine unabhängige, nicht gewinnorientiert arbeitende Stiftung, die sich an der Lösung von Konflikten beteiligt.
Ihre Aktivitäten reichen von der Unterstützung hochrangiger, vertraulicher Dialoge zwischen politischen Akteuren bis hin zur Aussöhnung auf lokaler Ebene. Sie unterstützt Verhandlungsführer, Vermittler und politische Entscheidungsträger in Europa, um den von Konflikten Betroffenen zu helfen und die Rolle Europas als Friedensakteur zu stärken. Das Institut verfolgt einen konfliktsensiblen und schadensfreien Ansatz. Es setzt sich dafür ein, dass die Geschlechterperspektive und die sinnvolle Beteiligung von Frauen in alle seine Aktivitäten einbezogen werden und dass der Klimawandel bei all seinen Arbeiten berücksichtigt wird.
Seit seiner Gründung im Jahr 2014 ist das Institut weltweit in mehr als einem Dutzend Ländern des Nahen Ostens, Zentralasiens, Afrikas, Lateinamerikas und Europas tätig und bietet praktische Erfahrungen, technisches Fachwissen und politische Beratung zur Konfliktlösung.

## Mission
Das Europäische Friedensinstitut hat die Aufgabe, Antworten auf Konflikte zu formulieren, konfliktsensibles Engagement zu fördern und eine optimale europäische Rolle bei der Unterstützung nachhaltiger, dauerhafter Friedensabkommen zu gewährleisten. Die Vision des Instituts ist es, durch Dialog und Partnerschaft einen nachhaltigen Übergang von Gewalt zu Frieden zu erreichen.

## Geschichte
2009 forderte der frühere finnische Präsident und Friedensnobelpreis-Träger Martti Ahtisaari die Gründung eines Europäischen Friedensinstituts und betonte die Notwendigkeit besser aus der Vergangenheit zu lernen. 2010 verfassten Schwedens Außenminister Carl Bildt und sein finnischer Amtskollege Alexander Stubb ein gemeinsames Non-Paper adressiert an die EU-Außenbeauftragte Catherine Ashton. Sie verwiesen auf die Grenzen der traditionellen Diplomatie und betonten den Wert, den Expertise haben könnte, die der Allgemeinheit und nicht nur hochrangigen Entscheidungsträgern zur Verfügung stände. Gleichzeitig gewann die Idee eines Europäischen Friedensinstituts unter den Mitgliedern des Europäischen Parlaments (MdEP) zunehmend an Aufmerksamkeit und wurde insbesondere von der deutschen MdEP Franziska Brantner und dem französischen MdEP Alain Lamassoure unterstützt.
In der Folge gab das Europäische Parlament drei umfangreiche Studien zur Einrichtung eines Europäischen Friedensinstituts in Auftrag. Die Gründung des Instituts wurde von einer kleinen Gruppe von Staaten vorbereitet, die sich am Ziel orientierten, das Institut mit den europäischen Bemühungen und Realitäten in Einklang zu bringen.
In zahlreichen Workshops und Seminaren wurde über die europäische Mediation und die künftige Rolle des Instituts diskutiert. Zu diesen Veranstaltungen gehörte eine hochrangige Konferenz in Brüssel im Mai 2013, die gemeinsam vom Parlament, der irischen EU-Ratspräsidentschaft und dem Europäischen Auswärtigen Dienst (EEAS) organisiert wurde.
Nach vierjährigen Beratungen wurden die Statuten des Instituts am 18. Februar 2014 unterschrieben. Am 5. Mai 2014 konstituierte sich der Vorstand (Board of Governors) mit seinem ersten Präsidenten Staffan de Mistura. Am 12. Mai 2014 wurde das Institut durch die Außenminister der Gründungsmitgliedsstaaten eröffnet (Belgien, Finnland, Ungarn, Italien, Luxemburg, Polen, Spanien, Schweden und Schweiz).
Das European Institute of Peace ist Mitglied eines Verbunds von europäischen Friedensinstituten, die in der praktischen Mediationsarbeit in internationalen Konflikten arbeiten und regelmäßiger Teilnehmer hochrangiger sicherheitspolitischer und friedenspolitischer Veranstaltungen wie dem Stockholm Forum on Peace and Development von SIPRI oder der Münchner Sicherheitskonferenz.

## Aktivitäten und Aufgabenfelder (Auswahl)

### Afghanistan
Auf der 59. Münchner Sicherheitskonferenz 2023 moderierte das EIP das hochkarätige Panel zur Zukunft Afghanistans nach der Machtübernahme durch die Taliban 2021.

### Syrien
Im November 2022 war das EIP Mitorganisator einer Konferenz in Genf, die sich die Aufgabe gestellt hatte, eine Roadmap zu einer Sicherheitsarchitektur für Syrien im Bürgerkrieg zu entwickeln.

### Jemen
Auf der Konferenz von SIPRI 2022 zu Perspektiven für eine Befriedung im seit 2013 bestehenden Jemenkonflikt war das EIP durch Elodie Vanneste im Panel vertreten.

### Äthiopien
2021 organisierte das EIP eine Konferenz äthiopischer und internationaler Experten zum Tigray-Konflikt, insbesondere die Rolle, die Religion, ethnische Zugehörigkeit und Extremismus für die Dynamik der Gewalt in Äthiopien spielen.

### Auswirkungen des Klimawandels auf Sicherheit und Frieden
2020 organisierte das EIP zwei Konferenzen zur Rolle Europas in der Beschäftigung mit den durch den Klimawandel ausgelösten Sicherheitsrisiken und Konflikten und die Auswirkung auf Mediationsverfahren.

## Finanzierung
Das EIP ist philanthropisch tätig und verfolgt keine Gewinnerzielungsabsicht. Das Institut erhält Spenden aus mehreren Ländern in Form von Mitgliedsbeiträgen und Projektfinanzierungen von nationalen Regierungen und der Europäischen Kommission. 2019 hatte das Institut ein Gesamtbudget von fast 8 Mio. €.

## Organisationsstruktur

### Board of Governors
Das Board of Governors unterstützt das Institut in strategischer, politischer und technischer Hinsicht. Es besteht aus acht Mitgliedern (Belgien, Finnland, Irland, Italien, Luxemburg, Polen, Spanien und Schweden) und kann auf maximal 15 erweitert werden.
Die Schwedin Annika Söder ist seit 2019 Präsidentin des Boards, der Belgier Marc Otte ist ihr Vertreter.

### Exekutivdirektor
Die Geschäftsführung des Instituts erfolgt durch den Exekutivdirektor. Seit 2018 ist der Brite Michael Keating Amtsinhaber, seine Stellvertreterin ist die Dänin Stine Lehmann-Larsen.

### Partnerschaften und Kooperationen
Das European Institute of Peace ist ein unabhängiger und flexibler Partner, der mit verschiedenen Akteuren zusammenarbeitet, dabei aber autonom bleibt und schnell und kreativ agieren kann.
Es kooperiert mit europäischen Entscheidungsträger sowohl in der Europäischen Union als auch einzelnen europäischen Staaten. Sie arbeitet auch mit Konfliktparteien und Organisationen, die Konfliktlösung und Mediation unterstützen, zusammen, darunter die Vereinten Nationen, zwischenstaatliche Organisationen, nationale Regierungen und die Zivilgesellschaft wie NGOs, Praktiker und Wissenschaftler.

## Amtsinhaber

### Präsident des Boards
| Name               | Herkunft | Amtszeit               |
| ------------------ | -------- | ---------------------- |
| Staffan de Mistura | Schweden | Mai 2014–Oktober 2016  |
| Pekka Haavisto     | Finnland | Oktober 2016–Juni 2019 |
| Annika Söder       | Schweden | seit Juni 2019         |

### Exekutivdirektor
| Name                 | Herkunft               | Amtszeit                                |
| -------------------- | ---------------------- | --------------------------------------- |
| Martin Griffiths     | Vereinigtes Königreich | Mai 2014–März 2018                      |
| Stine Lehmann-Larsen | Dänemark               | März 2016–November 2018 (kommissarisch) |
| Michael Keating      | Vereinigtes Königreich | seit November 2018                      |

## Veröffentlichungen (Auswahl)
- Political and Media Analysis on the Tigray Conflict in Ethiopia, 2022
- Russia-Ukraine: Dangerous Stalemate, 2022
- Pathways for Reconciliation in Yemen, 2021
- Financing Peace: enhancing adaptation, maximising impact, 2021
- Climate-Fragility Policy Paper: Europe and Climate Security: Is Europe delivering on its Rhetoric?, 2020
- Taking Stock of Mediation Support: What Do Envoys Think?, 2019